# Eukoenenia gadorensis
Eukoenenia gadorensis is een spinnensoort in de taxonomische indeling van de Palpigradi.
Het dier komt uit het geslacht Eukoenenia. Eukoenenia gadorensis werd in 2002 beschreven door Mayoral and Barranco.